# Villa Guldkroken

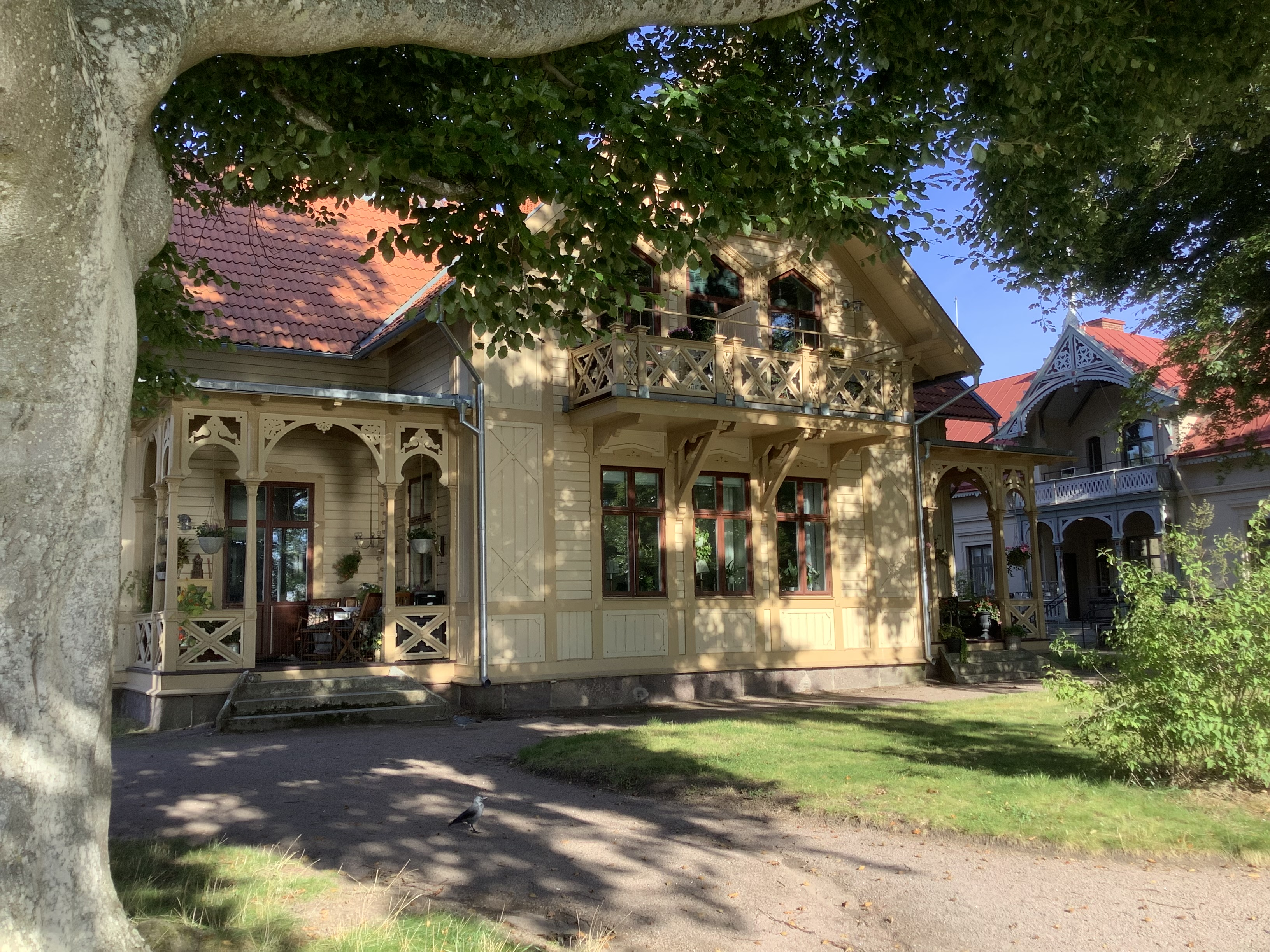
Till höger om Villa Guldkroken skymtar Villa Götha.

Villa Guldkroken är en av de villor som uppfördes som gästbostadshus för Hjo Vattenkuranstalt.
Villa Guldkroken ritades av Per August Peterson från Värsås och uppfördes 1885. Den ingår i den rad av villor med gästrum som ligger söder om det dåvarande Bad- och Societetshuset.
Villan är byggd med en kvadratisk och symmetrisk planform med en centralt placerad trapphall, som tidigare ledde till ett femtontal gästrum. Villa Guldkroken var ursprungligen rikligt försedd med lövsågeridekorationer, men de flesta togs bort vid moderniseringar under 1930- till 1950-talen, när också interiörerna moderniserades.